# Augustus (gioco)
Augustus è un gioco da tavolo di Paolo Mori pubblicato nel 2013 dalla società elvetica Hurrican Edition. Il gioco è ambientato nell'antica Roma e ogni giocatore dovrà collezionare varie tessere al fine di ottenere il maggior punteggio alla fine della partita. Nel 2013 Augustus ha vinto ha vinto il premio Gioco dell'Anno.

## Il gioco
Ad ogni giocatore vengono consegnati 6 tessere obiettivo scartandone tre e mantenendo le altre per iniziare la partita. Su ogni tessera sono riportati a lato i simboli che serviranno per completare l'obiettivo, l'azione bonus che la carta dà al suo completamento e il suo valore in punti.
Un giocatore viene scelto come estrattore a cui viene consegnato un sacchetto contenente piccoli gettoni con i vari simboli corrispondenti a quelli riportati sulle carte obiettivo. I simboli sono di sette tipi diversi (uno di questi è il simbolo jolly) ed ognuno con un numero variabile di gettoni che quindi rappresenterà la diversa probabilità di uscita. Ad ogni estrazione i giocatori copriranno con i legionari (meeples in legno) del proprio colore i simboli corrispondenti presenti sulle carte. Al completamento della tessera obiettivo, il giocatore riporta nella sua riserva tutti i legionari usati, applica l'azione bonus della carta e pone la carta nella sua riserva rimpiazzandola con una delle 5 tessere scoperte precedentemente e disposte al lato del mazzo, ripristinando le tessere scoperte girandone una dal mazzo. Durante la partita è possibile fare punti bonus soddisfacendo alcune condizioni riportate nelle apposite schede. Il primo giocatore che completa sette tessere obiettivo decreta la fine del gioco e vince il giocatore che possiede il punteggio più alto.

## Premi e riconoscimenti
Il gioco ha vinto i seguenti premi e avuto i seguenti riconoscimenti:
- 2013
  - Premio Tric Trac: finalista;
  - Spiel des Jahres: nominato;
  - Spiel der Spiele (Hit für Familien): gioco raccomandato;
  - Meeples' Choice: nominato;
  - Le Lys Grand Public: finalista;
  - Golden Geek Best Family Board Game: nominato;
  - Gioco dell'Anno: vincitore;
  - Premio À la Carte: 2º classificato;
- 2014
  - Juego del Año: finalista;
  - Guldbrikken Best Family Game: nominato;
  - As d'Or - Jeu de l'Année: nominato.